# Jean-Pierre Noher
Jean-Pierre Noher est un acteur franco-argentin.

## Biographie
Jean-Pierre Noher est arrivé en Argentine à l'âge de deux ans : ses parents ne se sentaient pas bien en France, et sa mère conservait de bons souvenirs du pays, quand elle avait dû s'y réfugier avec sa mère pour fuir le nazisme.
En 2006 il participe à l'émission Cantando por un Sueño.
Son fils, Michel (né en 1983), a joué dans Tetro de Francis Ford Coppola.

## Filmographie sélective

### Cinéma
- 2004 : Carnets de voyage de Walter Salles
- 2004 : Le Rédempteur de Cláudio Torres
- 2004 : Roma d'Adolfo Aristarain
- 2005 : O Veneno da Madrugada de Ruy Guerra
- 2007 : Estômago de Marcos Jorge
- 2008 : Les enfants sont partis de Daniel Burman
- 2009 : Jamais sans toi d'Aluizio Abranches
- 2018 : Retour de flamme
- 2021 : Employé/Patron

### Télévision
- 2011 : Jusqu'au bout du monde de Gilles de Maistre
- 2012 : Avenida Brasil (telenovela)
- 2013 : Flor do Caribe (telenovela)